# 圣马洛城墙
圣马洛城墙（Remparts de Saint-Malo）是法国布列塔尼大区圣马洛的环绕城市的花岗岩城墙，由阿莱特主教若望•德•拉格里勒（Jean de la Grille）建于12世纪。

## 历史
圣马洛 城墙的建造始于1144年。1708年至1742年间，四分之三的城墙由军事工程师西梅翁•加朗若（Siméon Garangeau）重建，他扩建了城市，修复了南部和东部的大部分围墙（使其总长度达到1754米），并使城内面积达到16至24公顷， 。
1886年7月12日，圣马洛城墙列为法国历史遗迹。.1944年8月曾遭美国轰炸。 

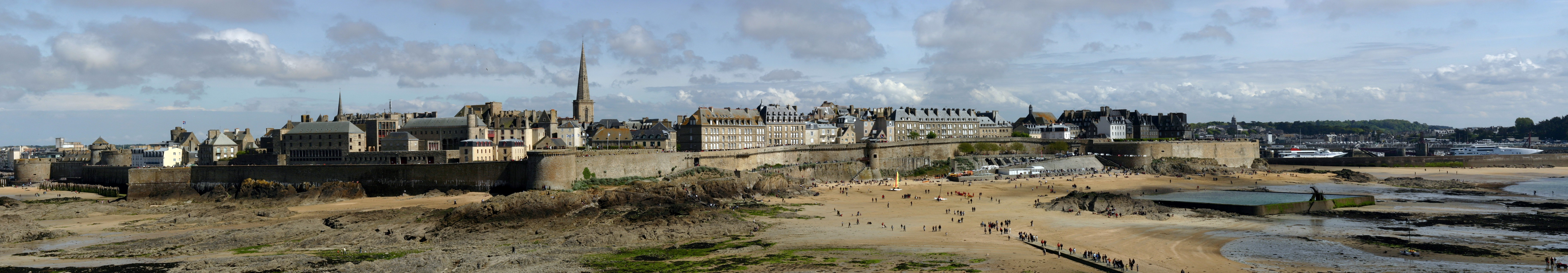
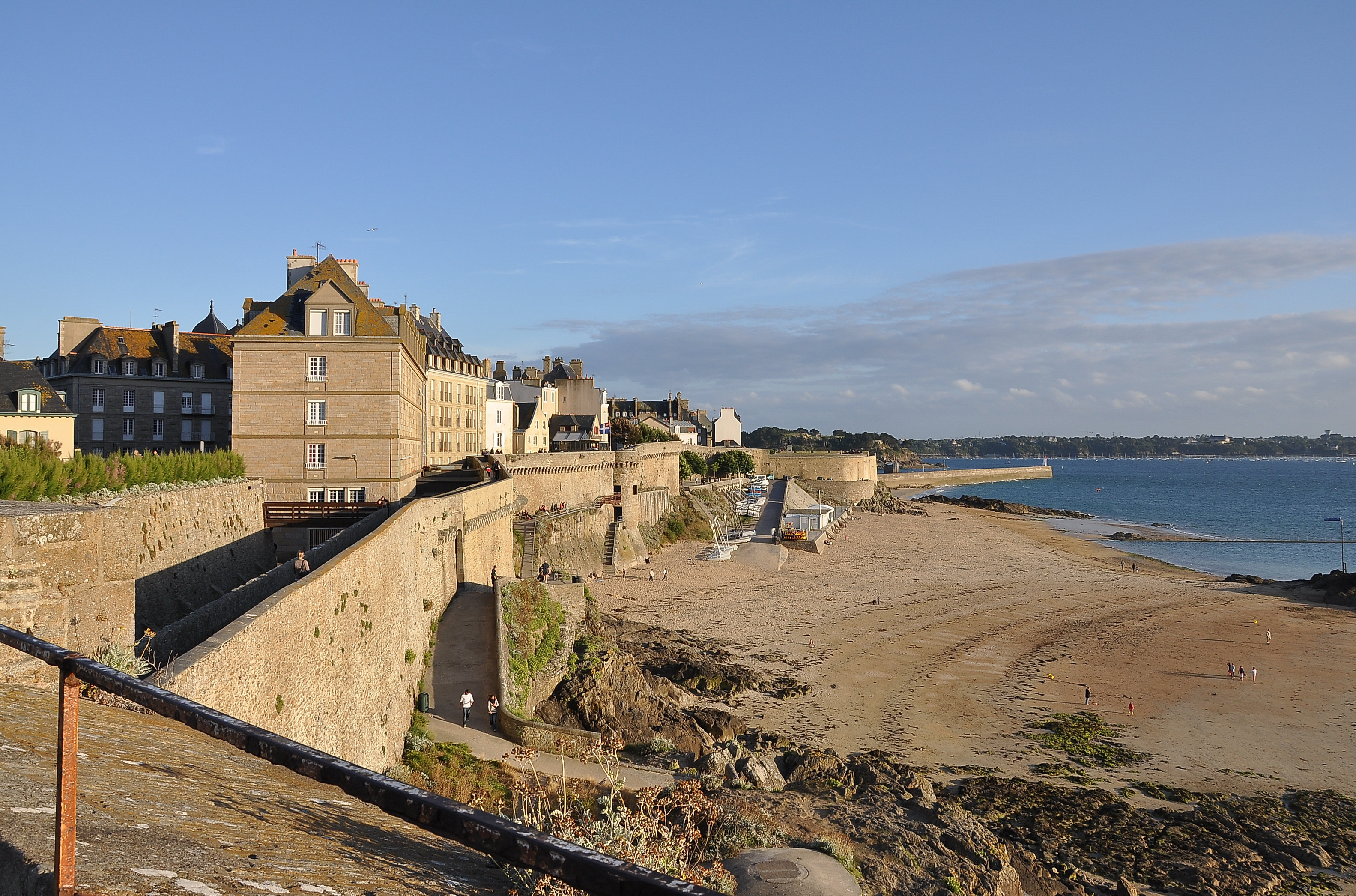
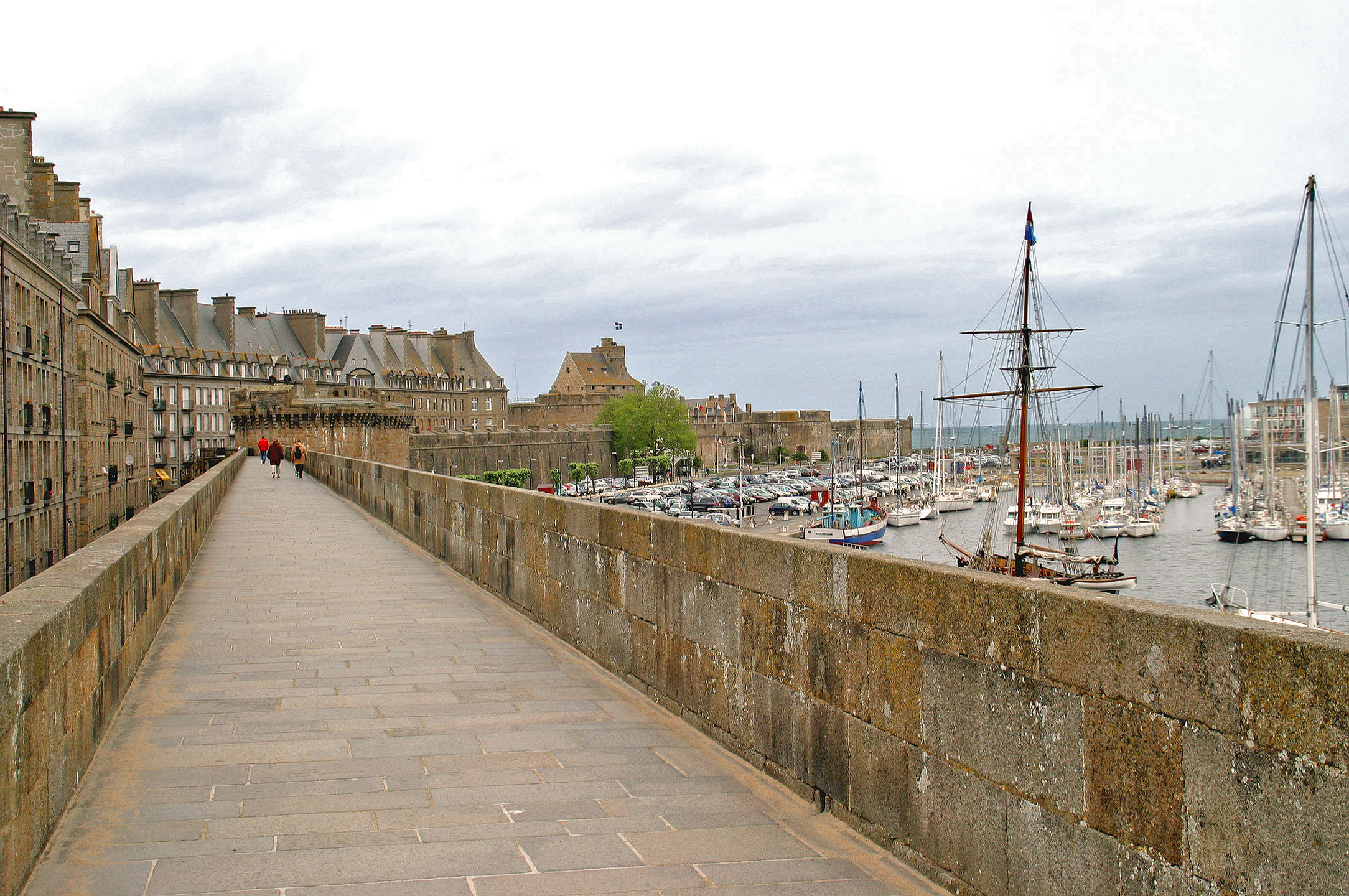
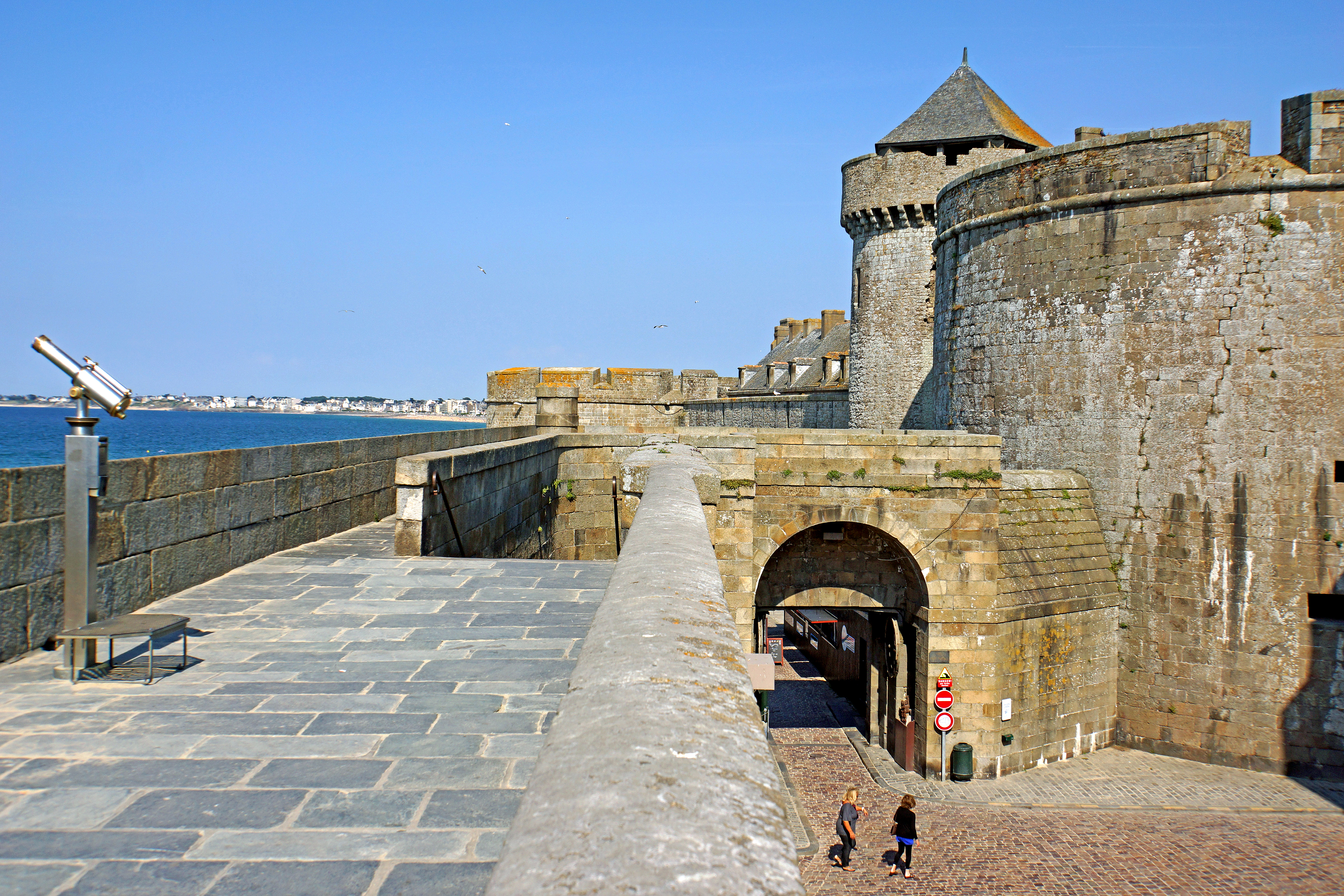
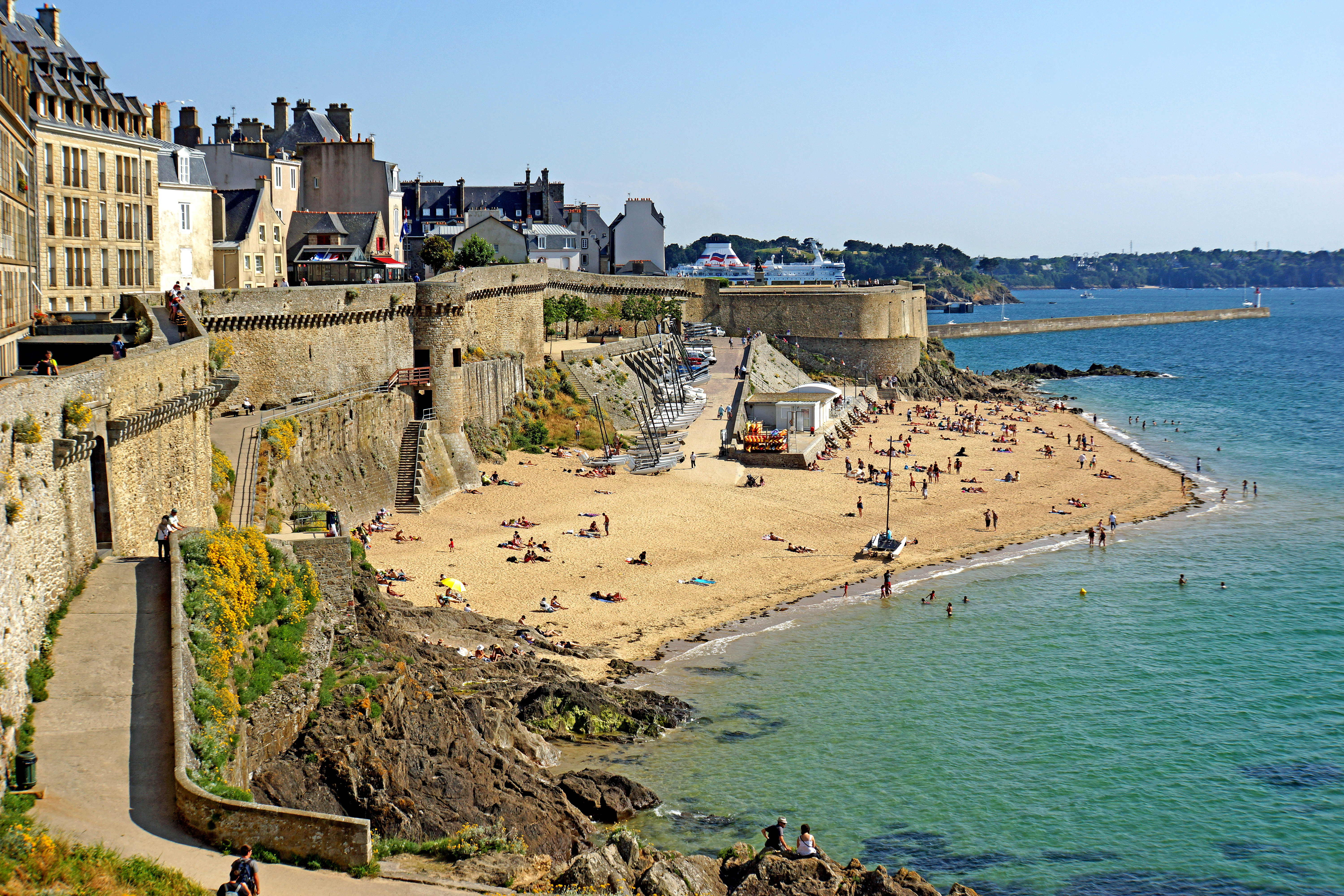
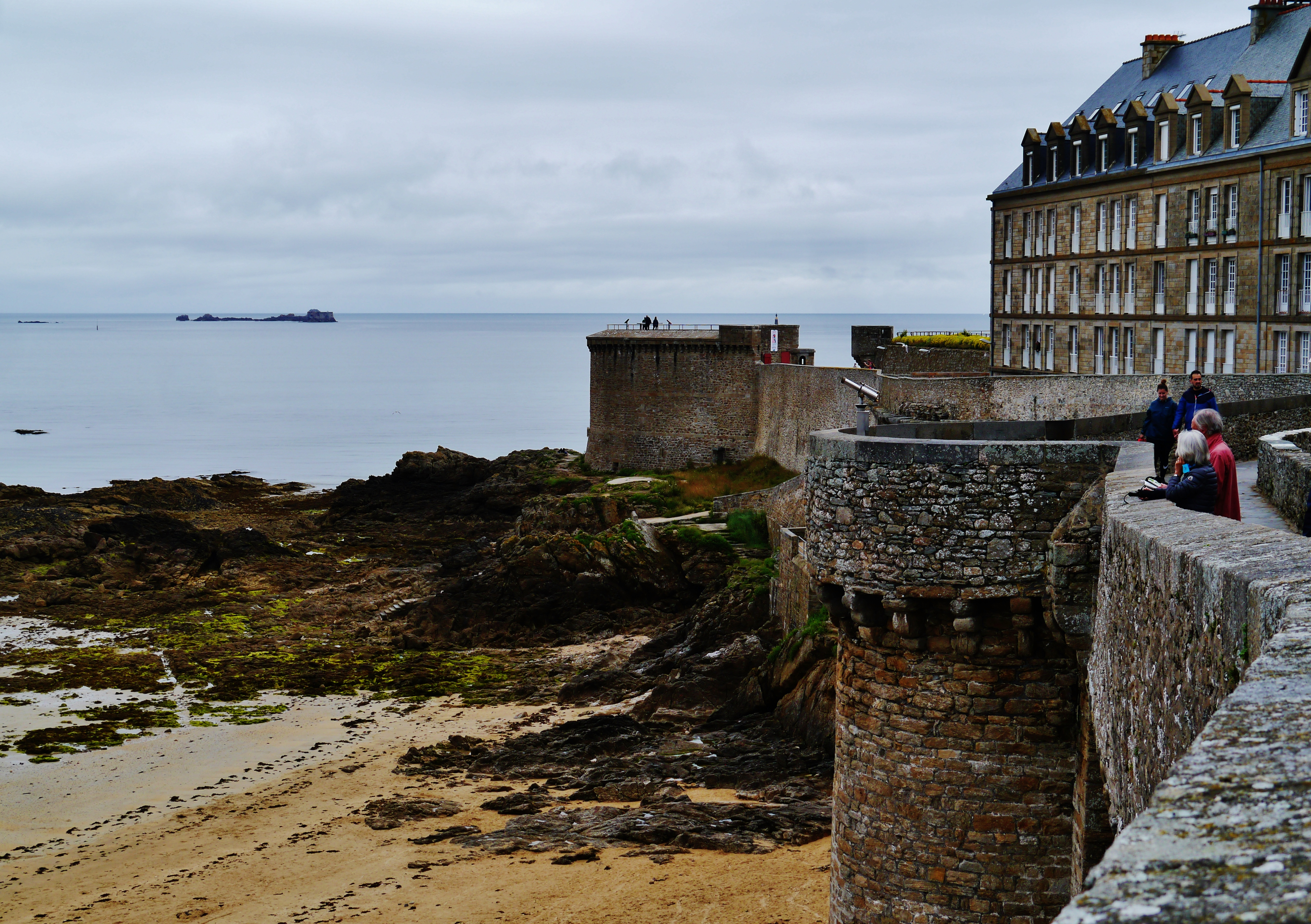